# Ousson-sur-Loire
Ousson-sur-Loire – miejscowość i gmina we Francji, w Regionie Centralnym, w departamencie Loiret.
Według danych na rok 1990 gminę zamieszkiwało 621 osób, a gęstość zaludnienia wynosiła 116 osób/km² (wśród 1842 gmin Regionu Centralnego Ousson-sur-Loire plasuje się na 592. miejscu pod względem liczby ludności, natomiast pod względem powierzchni na miejscu 1349.).